# Michał Brzeski
Michał Brzeski (ur. 26 czerwca 1937 w Poznaniu  – zm. 24 maja 1999 w Skierniewicach) – polski zoolog, nematolog.
Profesor Instytutu Warzywnictwa w Skierniewicach. Prowadził badania nad nicieniami szkodliwymi dla roślin. Autor Zarysu nematologii (1974, wspólnie z H. Sandnerem).